# Paul Anthony Mullassery
Paul Anthony Mullassery (ur. 15 stycznia 1960 w Kaithakody) – indyjski duchowny katolicki, biskup Quilon od 2018.

## Życiorys

### Prezbiterat
Święcenia kapłańskie otrzymał 22 grudnia 1984 i został inkardynowany do diecezji Quilon. Pracował głównie jako duszpasterz parafialny, był też m.in. rektorem i ojcem duchownym diecezjalnego seminarium, prowikariuszem generalnym diecezji, wikariuszem biskupim ds. duszpasterskich, wikariuszem sądowym oraz wikariuszem generalnym.

### Episkopat
18 kwietnia 2018 papież Franciszek mianował go biskupem diecezji Quilon. Sakry biskupiej udzielił mu 3 czerwca 2018 jego poprzednik - biskup Stanley Roman.